# Macropyralis gigantalis
Macropyralis gigantalis är en fjärilsart som beskrevs av Hans Georg Amsel 1953. Macropyralis gigantalis ingår i släktet Macropyralis och familjen mott. Inga underarter finns listade i Catalogue of Life.